# كلخ بلانش
كلخ بلانش (نسبة إلى شارل إيزودور بلانش Charles Isidore Blanche، الذي كان قنصلاً فرنسياً بطرابلس بسوريا في القرن التاسع عشر الميلادي، وهو الذي كان يبعث النبتات الشامية لبواسييه وغيره من علماء النبات لتصنيفها) أو الكَلْخ الشَّامِيّ (الاسم العلمي: Ferula blanchei) نوع نباتي يتبع جنس الكلخ من الفصيلة الخيمية.

## الموئل والانتشار
النبات واطن في بلاد الشام.